# Ion Popa (istoric)
Ion Popa (n.  ?) este un istoric contemporan român. Este specializat în istoria Holocaustului, studiind în special atitudinea bisericilor creștine în acea perioadă.

## Studii și carieră unversitară
A obținut doctoratul la Universitatea din Manchester în 2014. Între 2014 și 2015 a fost cercetător postdoctoral la Yad Vashem Institute for Holocaust Research și la Freie Universität Berlin între 2015 și 2016. Cartea The Romanian Orthodox Church and the Holocaust („Biserica Ortodoxă Română și Holocaustul”) a primit Yad Vashem International Book Prize for Holocaust Research în 2018. Între 2012 și 2013 a fost titularul unei grant Ausnit Fellowship la Muzeul Memorial al Holocaustului din Statele Unite ale Americii și în 2013 al unui grant Tziporah Wiesel la aceeași instituție.

## The Romanian Orthodox Church and the Holocaust
Cartea lui Ion Popa, The Romanian Orthodox Church and the Holocaust („Biserica Ortodoxă Română și Holocaustul”) a atras atenția presei de limbă română și a fost recenzată pozitiv, dar la jumătatea anului 2021 nu fusese încă tradusă în românește. Într-un interviu acordat revistei VICE, Ion Popa a explicat că problematica antisemitismului Bisericii Ortodoxe Române în perioada interbelică mai fusese studiată, dar perioada celui de-al Doilea Război Mondial și al comiterii Holocaustului era aproape necercetată. Arhivele Bisericii nefiind deschise, Popa utilizează extensiv presa bisericească, inclusiv cea de după 1941. Capitolele 7, 8 și 9 tratează memoria Holocaustului așa cum este ea reflectată de atitudinile Bisericii și de publicațiile sale. Teza dezvoltată este că Biserica Ortodoxă Română a practicat o îndelungă activitate de rescriere a trecutului și de albire (whitewashing) a propriei imagini.
Într-o recenzie din 2019, Gaëlle Fisher a apreciat bogăția materialului publicat de Popa, verva și consistența argumentării și a concluzionat că lucrarea reprezintă o lectură convingătoare. Pe fond, ea a deplâns utilizarea necritică a termenilor de „autor”, „spectator” și „salvator”, („perpetrator”, „bystander” și „savior”) și lipsa clarității asupra a ceea ce Popa numește Biserica, în special în cazul legăturii cu Mișcarea legionară care a implicat clerul de rând. Principala critică adusă de Fisher privește însă forma - numărul mare de capitole, împărțirea în subcapitole și anumite exprimări nefericite.
Într-un interviu pentru postul de radio Deutsche Welle din 2018, regizorul Radu Jude a criticat sprijinirea de către Biserica Ortodoxă Română a ideilor naționaliste, antisemite și homofobe și a afirmat că: „Problema cu Biserica nu este că sprijină doar aceste tipuri de politici. Dar și că Biserica a fost parte din Holocaust în România.” Jude a citat cartea lui Popa ca referință.
Într-un articol din 2020 pe tema participării preoților ortodocși români la Holocaustul din Transnistria, Ionuț Biliuță a amintit lucrările istoricilor Ion Popa și Diana Dumitru.